# Tschechow-Museum Gursuf

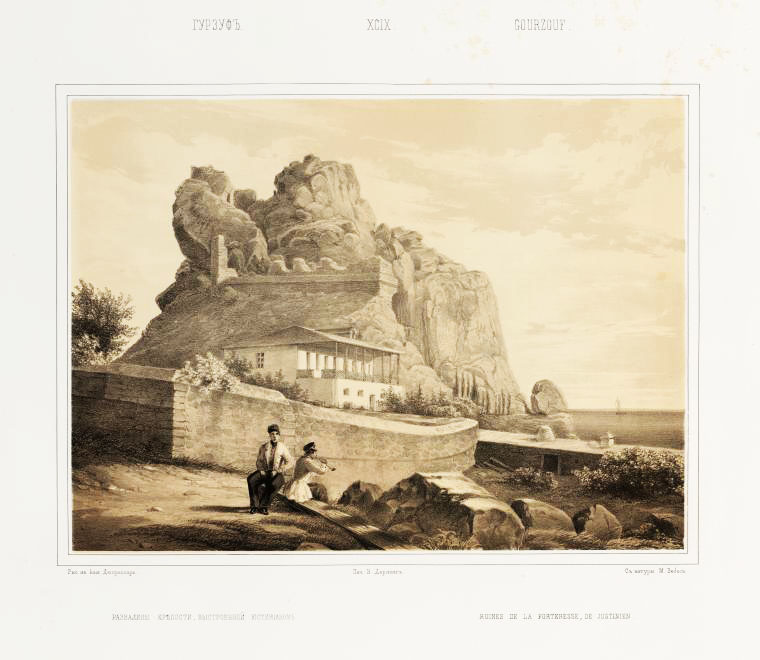
Dschenewes-Kaja anno 1851

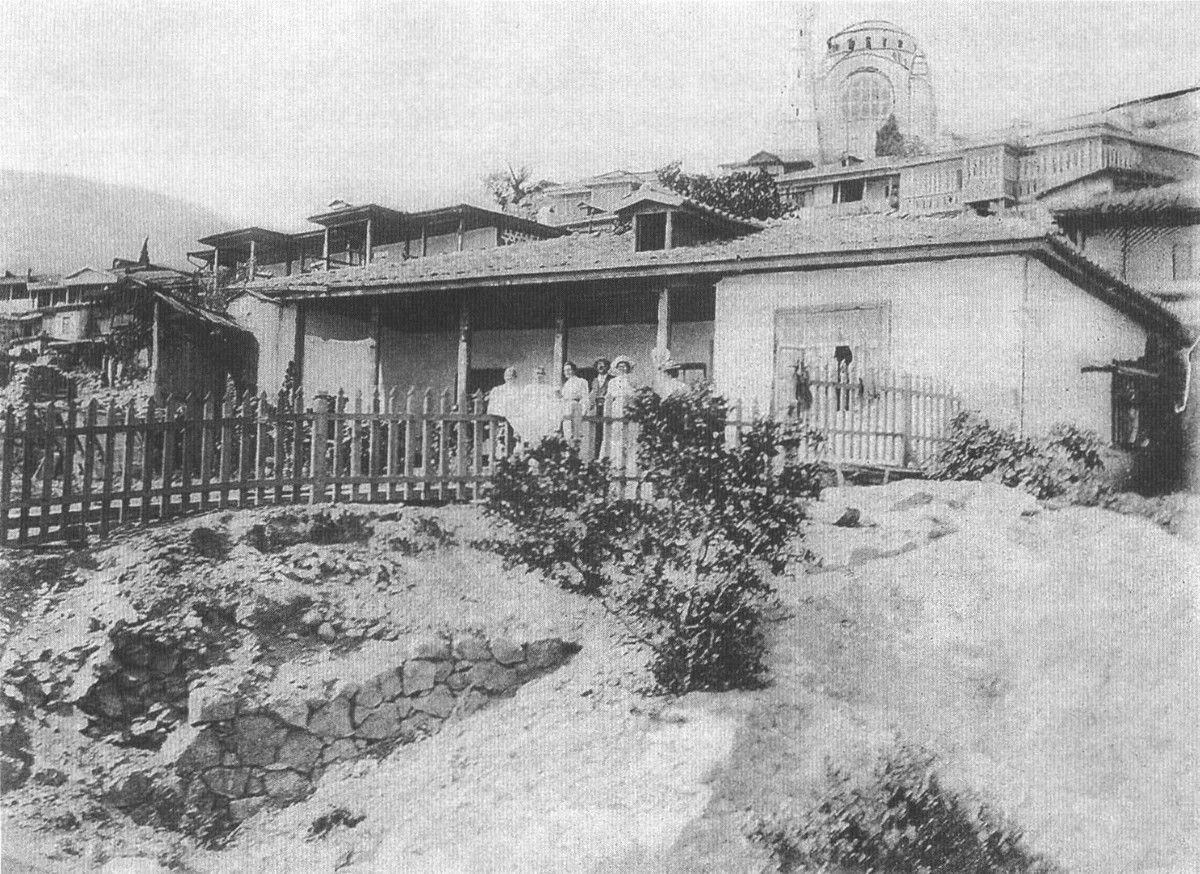
Die Datsche um 1900

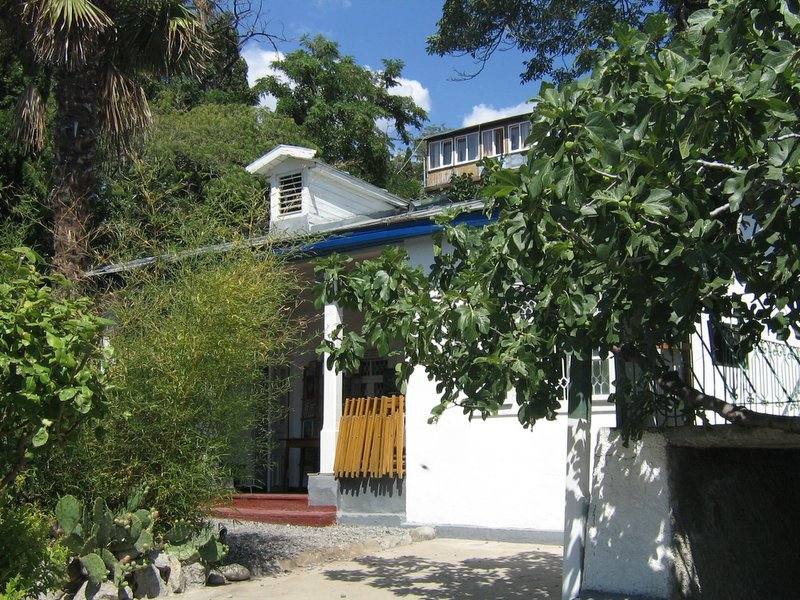
Die Datsche im Frühherbst 2009

Das Tschechow-Museum Gursuf, auch Tschechow-Datsche genannt (russisch Дом-музей А. П. Чехова (Гурзуф), Dom-musei A. P. Tschechowa (Gursuf)), ist das Haus in der Gursufer Tschechowstraße 112 auf einer Landzunge am Fuße des Felsens Dschenewes-Kaja gelegen. Die Datsche ist eine Abteilung des Tschechow-Museums Jalta. Gursuf ist ein Kurort an der Südküste der Krim nordöstlich von Jalta.

## Anton Tschechow in Gursuf
Im Sommer 1899 verkaufte Anton Tschechow sein achtzig Kilometer südlich von Moskau gelegenes Landhaus Melichowo, ging am 25. August – seiner Tuberkulose-Erkrankung wegen – nach Jalta und zog am 9. September 1899 zusammen mit seiner Schwester Maria (1863–1957) und seiner Mutter in seine neu erbaute  Villa ein. Der Schriftsteller lebte bis zum 1. Mai 1904 in Jalta. Bereits ein halbes Jahr nach dem Einzug hielt der damals bereits berühmte Anton Tschechow die Besuche der zahllosen Jalta-Touristen kaum noch aus und kaufte die Gursufer Datsche einem Tataren für 3000 Rubel ohne jegliches Feilschen ab. So flüchtete er ab dem Sommer 1900 gelegentlich in seine Gursufer Datsche und schrieb dort zum Beispiel im August 1900 den ersten Akt des Dramas Drei Schwestern.
Nur wenige Freunde kannten dieses Refugium des kreative Ruhe suchenden Autors. So sind Besuche von Wera Komissarschewskaja und Iwan Bunin in Gursuf überliefert.
1901 vermachte Anton Tschechow das Gursufer Anwesen seiner Ehefrau Olga Knipper testamentarisch. Die Schauspielerin, engagiert am Moskauer Kunsttheater, verbrachte die Sommer – mit Ausnahme der Kriegsjahre – dort.